# Trémont, Orne
Trémont är en kommun i departementet Orne i regionen Normandie i nordvästra Frankrike. Kommunen ligger i kantonen Courtomer som tillhör arrondissementet Alençon. År 2022 hade Trémont 121 invånare.

## Befolkningsutveckling
Antalet invånare i kommunen Trémont
| Referens: INSEE |